# Saint-Georges-Saint-Émilion

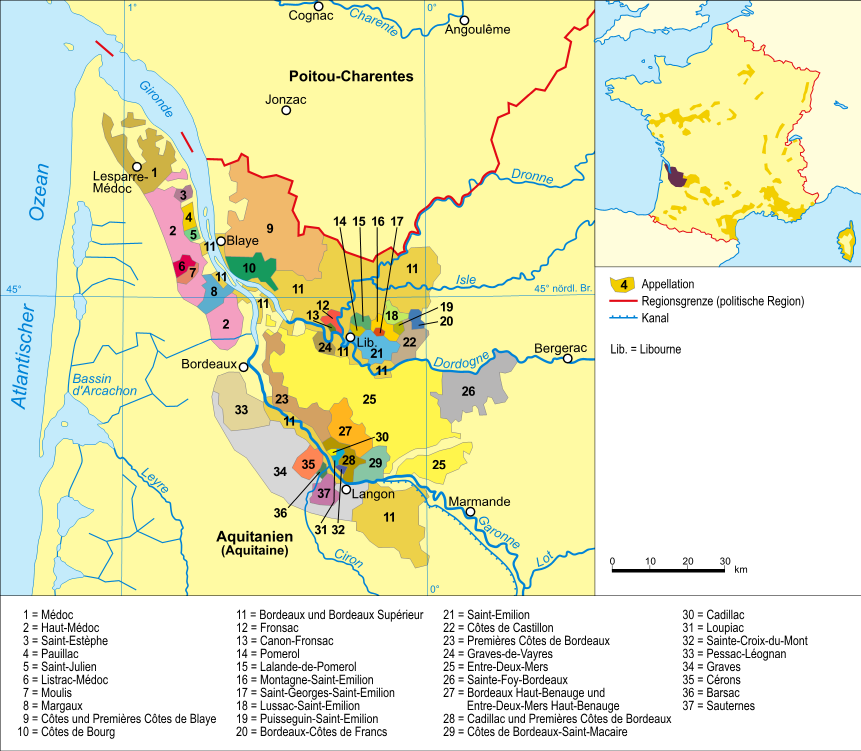
Karte – Weinbaugebiet Bordeaux

Das Weinbaugebiet Saint-Georges-Saint-Émilion liegt im Département Gironde und ist Teil der Weinbauregion Bordeaux. Die Appellation, die seit dem 14. November 1936 über den Status einer Appellation d’Origine Contrôlée (kurz AOC) verfügt, liegt nordöstlich des Gebiets von Saint-Émilion, nur durch den kleinen Wasserlauf der Barbanne getrennt. Ansonsten wird die Appellation vom Weinbaugebiet Montagne-Saint-Émilion umschlossen. Neben Puisseguin-Saint-Émilion, Lussac-Saint-Émilion und Montagne-Saint-Émilion ist es eine der vier Satelliten-Regionen, die den Namen Saint-Émilion in der Bezeichnung führen dürfen. Auf ca. 192 Hektar (Stand 2005) Rebfläche, die sich innerhalb des Weilers Saint-Georges der Gemeinde Montagne verteilt, werden jährlich ca. 10.000 Hektoliter Rotwein hergestellt. Im Jahr 2005 wurden 9333 Hektoliter Wein produziert.
Der Rotwein wird in der Hauptsache aus der Rebsorte Merlot gekeltert. Ihr Anteil im Verschnitt beträgt 60–95 %, wobei der Mittelwert in der Appellation bei 75 % liegt. Danach folgen die Sorten Cabernet Franc (10–20 %) und Cabernet Sauvignon. Zugelassen, aber kaum von Bedeutung ist die Sorte Malbec, die hier auch Pressac genannt wird. Die Erntebeschränkung liegt bei 45 Hektoliter/Hektar, ein Wert, der jedoch seit Jahren mit ca. 58 Hektoliter/ Hektar deutlich überschritten wird. Der Most muss vor der Vergärung über einen Mindestzuckergehalt von 171 g/l (siehe hierzu auch den Artikel Mostgewicht) und der fertig vergorene Wein über einen Mindestalkoholgehalt von 10 Volumenprozent verfügen.
Der Wein kann einige Jahre gelagert werden und sollte bei einer Trinktemperatur von 15–16 °C genossen werden.
Die bekanntesten Weingüter sind Château Belair-Saint-Georges, Château Cap d’Or, Château Saint-André-Corbin, Château Saint-Georges und Château Tour-du-Pas-Saint-Georges.